# 卢比肯族国
盧比肯湖印第安國族是在加拿大的亞伯達北方的克里國族的一群。他們通常被稱為盧比肯克里人或盧比肯湖克里人。他們為了土地的宣言曾經和加拿大政府糾紛近十年左右。他們主要的抱怨是關於他們的家園或附近的石油和天然气开发，使得他們的生活方式、文化和健康受到很嚴重地威脅。
國際特赦組織曾經藉由發布一份請求加拿大政府尊重盧比肯人的土地的報告來評論這個鬥爭。聯合國人權理事會發現加拿大已違反公民權利與政治權利國際公約的第27條條款。他們重覆著他們的宣稱，要求加拿大立刻採取行動，以減少不能修補的傷害。第一次發出要求的時間在是1990年，並且第二次和第三次是在2003年和2006年。這個鬥爭曾經在John Goddard, Last Stand of the Lubicon Cree裡有提到過。
現在的盧比肯湖印第安國族的酋長是Bernard Ominayak。

## 外部連結
- Friends of the Lubicon
- Friends of the Lubicon Alberta（页面存档备份，存于）
- Outaouais Lubicon Solidarity
- The Lubicon Archive（页面存档备份，存于）
- Amnesty International report
- International Covenant on Civil and Political Rights
- Lubicon Rally for National Day of Action（页面存档备份，存于）
- Goddard, John. . Douglas and McIntyre. 1991. ISBN 0-88894-716-X.
- Documentary: A Fight Against Time (1995) Ed Bianchi[永久]